# Jujutsu Kaisen
Jujutsu Kaisen (呪術廻戦), també coneguda amb el nom de Jujutsu Kaisen: la guerra màgica, és una sèrie japonesa de manga escrita i dibuixada per Gege Akutami i serialitzada en 25 volums tankōbon a la revista Shūkan Shōnen Jump de l'editorial Shueisha des de març del 2018.
La història tracta d'en Yuji Itadori, un estudiant de secundària que s'uneix a una organització secreta de fetillers Jujutsu per tal de matar una poderosa maledicció anomenada Ryomen Sukuna, de qui en Yuji n'és amfitrió. Jujutsu Kaisen és una seqüela d'Escola tècnica superior de màgia de l'àrea metropolitana de Tòquio, també escrita per Akutami i reanomenada Jujutsu Kaisen 0 el desembre de 2018.
A octubre del 2021, el manga de Jujutsu Kaisen comptava amb unes 55 milions de còpies en circulació, incloent-hi versions digitals i Jujutsu Kaisen 0, sent un dels mangues més venuts de la història. Norma Editorial va començar a publicar Jujutsu Kaisen: la guerra màgica en català el 9 de setembre del 2022.

## Argument

### Ambientació
A Jujutsu Kaisen, tots els éssers vius emanen una energia anomenada Energia Maleïda (呪力, Juryoku), el qual sorgeix d'emocions negatives que flueixen naturalment per tot el cos. Les persones normals no poden controlar aquest flux en els seus cossos. Com a resultat, contínuament perden Energia Maleïda, provocant el naixement de Malediccions (呪い, Noroi), una raça d'éssers espirituals el principal desig dels quals és fer mal a la humanitat. Aquestes malediccions es mostren com a monstres horribles.
Els Fetillers Jujutsu (呪術師, Jujutsushi; literalment «Mestres de Tècniques Maleïdes» o «Xamans») són persones que controlen el flux d'Energia Maleïda en els seus cossos, de manera que la poden utilitzar com vulguin i també reduir la seva lliberació. Els Fetillers i Maldicions d'alt rang poden modificaar aquesta energia i utilitzar-la per practicar Tècniques Maleïdes (呪術式, Jujutsushiki), que solen ser exclusives de l'usuari o de la seva família. Una forma avançada de les Tècniques Maleïdes és l’Expansió del Domini (領域展開, Ryōiki Tenkai), mitjançant la qual l’usuari pot utilitzar la seva energia maleïda per construir una dimensió de butxaca que cobreix la zona circumdant, dins la qual tots els atacs són més forts.

### Trama
En Yūji Itadori és un estudiant de secundària que viu a Sendai amb el seu avi. Evita habitualment l'equip d'atletisme a causa del compromís de temps que requereix, malgrat el seu talent innat per a l'esport. En canvi, tria unir-se al Club de Recerca de l'Ocult; causa de la llibertat que se li dona per assistir, va a visitar al seu avi moribund a l'hospital cada dia. Moments abans de morir, el seu avi inculca dos poderosos missatges dins d'en Yūji: «sempre ajuda a la gent» i «mor envoltat de gent». Aquestes dues idees aparentment provenen dels propis penediments del seu avi. Després de la mort del seu avi, en Yūji interpreta aquests missatges com una declaració: tots mereixen «una mort adequada». Després s'enfronta a en Megumi Fushiguro, un fetiller que l'informa d'un talismà d'encant maleït d'alt grau a la seva escola, amb el qual en Yūji i els seus amics s'havien posat en contacte recentment.
Els seus amics del Club de l'Ocult obren el talismà, que resulta ser un dit podrit, que atreu l'escola a les Malediccions, criatures que sorgeixen a través d'emocions negatives i s'enforteixen en consumir poders màgics presents en els bruixots o tals encanteris. Incapaç de derrotar a les malediccions per la seva falta de poders màgics, en Yūji s'empassa el dit per protegir en Megumi i els seus amics i es converteix en l'amfitrió d'en Ryōmen Sukuna, una poderosa maledicció.
A causa de la naturalesa malvada de Sukuna, tots els fetillers l'han exorcitzat (i, per extensió, en Yūji) immediatament. No obstant això, tot i estar posseït, en Yūji encara té control sobre el seu cos en la seva major part. Quan veu això, en Satoru Gojō, el mestre d'en Megumi, decideix portar-lo a l'Institut Jujutsu de la Prefectura de Tòquio per proposar un pla als seus superiors: posposar la sentència de mort d'en Yūji fins que consumeixi tots els dits d0en Sukuna, permetent matar-lo d'una vegada per totes.

## Producció
El 2017, Gege Akutami va publicar Tokyo Prefectural Jujutsu High School, una sèrie de 4 capítols que es va publicar a Jump GIGA del 28 d'abril al 28 de juliol. Aquesta sèrie serviria més tard com a preqüela de Jujutsu Kaisen, sent titulada retroactivament Jujutsu Kaisen 0. Akutami començar la publicació de Jujutsu Kaisen al número 14 del 2018 de Shūkan Shōnen Jump, llançat el 5 de març de 2018.
Akutami va declarar que Neon Genesis Evangelion va influir en els aspectes mitològics de la sèrie. Akutami també està influenciat pel cinema de terror i metratge apropiat. Akutami és particularment fanàtic de Yoshihiro Togashi, autor de Yu Yu Hakusho i Hunter × Hunter, i ha expressat el seu desig d'aconseguir un estil artístic el més proper possible al seu estil. Akutami és fan de Tite Kubo, autor de Bleach, i va discutir en una entrevista amb ell les similituds entre els seus treballs. Altres artistes de manga que van influir en Akutami inclouen a Masashi Kishimoto (Naruto) i Yusuke Murata (il·lustrador de Eyeshield 21 i One Punch-Man). El sistema màgic de Jujutsu Kaisen es basa en gran manera en Hunter × Hunter, les baralles, en paraules d'Akutami, «rebutgen els arguments emocionals»; però Akutami va dir que tot i que el sistema màgic és similar al de la sèrie de Togashi, Akutami està tractant de trobar i desenvolupar el seu estil propi.
A l'octubre del 2020, Akutami va declarar que el final i les etapes principals de la història estan planificats, però que el camí entre els dos continua «bastant lliure». Al febrer del 2021, Akutami va declarar que la sèrie probablement s'acabarà en dos anys, però, va declarar que no confiava en aquesta declaració. Akutami sap com acabarà la història de Megumi Fushiguro, però no de Sukuna. El 9 de juny de 2021, es va anunciar que el manga entraria en pausa a causa de problemes de salut d'Akutami, i va reprendre la seva publicació el 2 d'agost del mateix any.
Jujutsu Kaisen està escrit i il·lustrat per Gege Akutami. La sèrie va començar a serialitzar-se a la revista Shūkan Shōnen Jump de Shūeisha el 5 de març del 2018. Shūeisha recopila i publica els seus capítols en volums tankōbon individuals. El primer volum es va publicar el 4 de juliol del 2018, i fins al moment s'han publicat disset volums.
El manga també compta amb llicència per a la seva distribució a Catalunya i Espanya per Norma Editorial.

## Contingut de l'obra

### Manga
El manga de Jujutsu Kaisen està escrit i il·lustrat per Gege Akutami. La sèrie va començar a la revista Weekly Shōnen Jump de Shueisha el 5 de març de 2018. Shueisha recull i publica els seus capítols en volums individuals de tankōbon. El primer volum es va publicar el 4 de juliol de 2018. Norma Editorial va començar a publicar-ne la versió en català el 9 de setembre del 2022.

### Novel·les
S'han publicat dues novel·les escrites per Ballad Kitaguni sota el segell Jump J-Books. La primera, titulada Jujutsu Kaisen: Iku Natsu a Kaeru Aki (呪術廻戦　逝く夏と還る秋, lit. Jujutsu Kaisen: Estiu vertiginós i tardor que torna), es va publicar l'1 de maig del 2019. La segona novel·la, titulada Jujutsu Kaisen: Yoake no Ibara Michi (呪術廻戦　夜明けのいばら道, lit. Jujutsu Kaisen: El camí de les roses a l'alba), es va publicar el 4 de gener del 2020.

### Anime
Es va anunciar una adaptació de la sèrie a l'anime en el número 52 de Shūkan Shōnen Jump publicat el 25 de novembre del 2019. L'autor del manga Gege Akutami i els membres principals del repartiment van presentar-se al Jump Festa '20 el 22 de desembre del 2019. La sèrie va ser produïda per l'estudi MAPPA i dirigida per Park Sung-hoo. Hiroshi Seko s'encarregava del guió i Tadashi Hiramatsuva dissenyar els personatges. Tot i que l'anime va tenir un debut de transmissió avançada a YouTube i Twitter el 19 de setembre del 2020, es va emetre oficialment a Super Animeism de MBS i TBS del 3 d'octubre del 2020 al 27 de març del 2021. La sèrie va tenir 24 episodis. De l'episodi 3 en endavant, la sèrie inclou uns curtmetratges postcrèdits titulats «Juju Sanpo» (呪術さんぽ, lit. Juju Curts), que se centren en la vida quotidiana dels personatges.
L'anime té llicència de Crunchyroll per a la seva transmissió fora d'Àsia. Crunchyroll ha llançat doblatges en streaming per a la sèrie en anglès, castellà, portuguès, francès i alemany, que es van estrenar el 20 de novembre del 2020, i el doblatge en anglès també es va estrenar en HBO Max el 4 de desembre del 2020. Viz Media publicará la sèrie en format domèstic.

### Música
La banda sonora original de la sèrie d'anime està composta per Hiroaki Tsutsumi, Yoshimasa Terui y Arisa Okehazama. El primer tema d'obertura de la sèrie és «Kaikai Kitan» (廻廻奇譚), interpretat pel cantant Eve, i el primer tema final és «Lost in Paradise feat. AKLO» interpretat pel grup ALI. El segon tema d'obertura és «VIVID VICE», interpretat per Who-ya Extended, i el segon tema final és «give it back», interpretat por Cö Shu Nie. La banda sonora original es va llençar en un set de 2 CDs el 21 d'abril del 2021. Anime Limited va publicar la banda sonora digitalment a Amèrica del Nord, Europa i Oceania el 21 d'abril del 2021, i tant en CD com en vinil en el quart trimestre del 2021.

### Videojocs
En juliol del 2021, es va anunciar un videojoc de rol gratuït desenvolupat per Sumzap per a telèfons intel·ligents.
En agost del 2021 es va anunciar una col·laboració amb PlayerUnknown's Battlegrounds (PUBG: Battlegrounds). La col·laboració estarà disponible mundialment exceptuant el Japó i la Xina continental.

### Altres medis
Un fanbook, titulat Jujutsu Kaisen Official Fanbook (呪術廻戦 公式ファンブック, Jujutsu Kaisen Kōshiki Fanbukku), que presenta informació exclusiva sobre la sèrie, perfils de personatges, comentaris de Gege Akutami, una entrevista i un diàleg especial entre Akutami i l'autor de Bleach, Tite Kubo; va ser publicat per Shūeisha el 4 de març del 2021.

## Recepció

### Popularitat
Jujutsu Kaisen va ocupar el primer lloc dels "Còmics recomanats pels empleats de la llibreria a nivell nacional" pel lloc web Honya Club el 2019. El manga va ocupar el lloc 31 a la llista del "Llibre de l'any" del 2020 de la revista Da Vinci; va ocupar el quart lloc a la llista del 2021; el sisè a la llista del 2022; el catorzè a la llista del 2023; i va encapçalar la llista del 2024. A l'enquesta Manga Sōsenkyo de 2021 de TV Asahi, en la qual 150.000 persones van votar pels 100 millors de mangues, Jujutsu Kaisen va ocupar el dinovè lloc. En una enquesta de 2021 realitzada per Line Research on es va preguntar als estudiants de secundària japonesos a quin manga els agradava actualment, Jujutsu Kaisen va encapçalar els rànquings tant per les noies com per als nois. Juntament amb Akuta no Shinigiwa i Shitsugai-ki Shitsu Chome Tanpenshū, Jujutsu Kaisen va ocupar el tretzè lloc al Kono Manga ga Sugoi de Takarajimasha! llista del millor manga del 2025 per a lectors masculins.
A la revisió de l'any 2021 de Tumblr, que destaca les comunitats, fandoms i tendències més grans de la plataforma durant tot l'any, Jujutsu Kaisen va ocupar el segon lloc darrere de My Hero Academia als millors programes d'anime i manga, mentre que Satoru Gojo va ser cinquè a la categoria de personatges. El 2021 es va situar en el dinovè lloc dels premis anuals de tendència de Twitter Japan's a 2021, basats en els principals temes de tendència de la xarxa social de l'any.

### Ventes
El manga de Jujutsu Kaisen va arribar al milió de còpies venudes el febrer de 2019. L'octubre de 2020, el manga va arribar als 10 milions de còpies venudes, després d'haver crescut un 400% en un any i aproximadament un 230% en mig any. Al setembre de 2024, el manga tenia més de 100 milions de còpies en circulació.

### Premis
Jujutsu Kaisen va guanyar el tercer premi anual de Tsutaya Comic Award el 2019. Aquell mateix any va ser nominat per al 65è premi de manga Shōgakukan en la categoria shōnen. També va guanyar el Mandō Kobayashi Manga Grand Prix de 2020, creat pel còmic i entusiasta del manga Kendo Kobayashi, en el qual el guanyador de cada any es decideix en funció del seu gust personal. El 2021 va ser nominat al 25è Premi Cultural Tezuka Osamu.